# 赵获
赵获（？—？），嬴姓，赵氏，名获，赵武的儿子，赵景叔的兄弟。
州县是栾豹的封邑，栾氏灭亡后，士匄、赵武、韩起都想要这块地方。赵武说：“州县原本属于温县，而温县是我的县。”士匄和韩起说：“从郤称获封从温县中划分出的州县以来，州县的主人已经换了三次。晋国将一县划分为二的不仅只州县，有谁能收回划出的土地？”赵武感到惭愧，就放弃了州县。士、韩二人说：“我们不能口头上公正，而把好处给自己。”就都放弃了。赵武执掌政事后，赵获说：“可以取得州县了。”赵武说：“出去！士、韩两位的话，是合于道义的。违背道义，就是祸患。我不能治理好自己现有的封邑，又哪里用得着州县，而去自找祸患？君子说：‘不知祸从何来就很难防范。’知道了却不照着做，没有比这再大的祸患了。再有人提州县一定处死！”